# タラート・パシャ

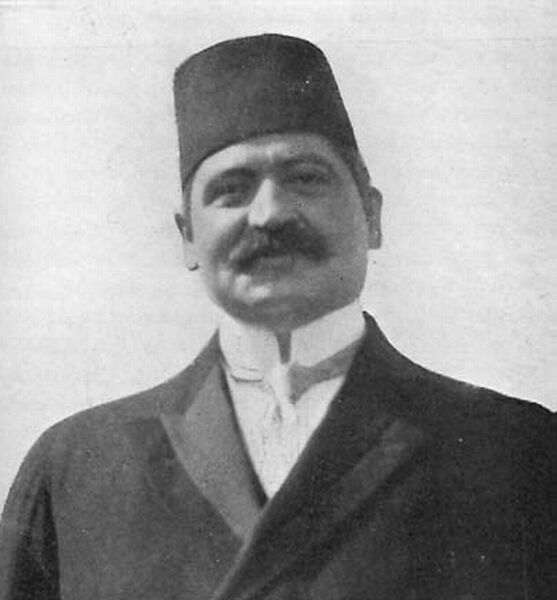
タラート・パシャ（1915年頃）

メフメト・タラート・パシャ（Mehmed Talat Pasha, 1874年9月1日 - 1921年3月15日）は、オスマン帝国末期の政治家。統一と進歩委員会の指導者の一人で、第一次世界大戦下のオスマン帝国を内務大臣および大宰相として、陸軍大臣・イスマイル・エンヴェル・パシャ、海軍大臣・アフメト・ジェマル・パシャとともに指導した。

## 生涯

### 青年期
1874年、メフメト・タラートは、 エディルネ州のクルジャーリ（現在はブルガリアのクルジャリ州）で公務員の家庭に生まれた。少年時代の性質は素行不良で、プレップスクールの教師と反目して退学処分を受けた。
その後、エディルネで郵便局員として勤務したが、薄給だったことから、エディルネのユダヤ人学校でトルコ語教師としても働いた。そのユダヤ人学校の校長の娘とは関係を持つに至った。
1893年に電報の不正使用の廉で逮捕され、釈放後はセラーニクの郵便局に転勤となった。
1898年から1908年にかけて、セラーニクの郵便局で局員勤務し、勤続10年で郵便局長にまで昇格した。この間にハイリェ・ハヌムと結婚している。

### 青年トルコ革命
1908年、セラーニクで統一派が憲法復活を唱えて武装蜂起を起こし、青年トルコ革命が勃発した。この時のタラートは、統一派の中心人物ではなく、蜂起を指導したのは軍人のアフメト・ニヤーズィやイスマイル・エンヴェルだった。
この蜂起に対し、皇帝アブデュルハミト2世は鎮圧軍を向かわせたが、鎮圧軍も反逆するなど騒動は過熱したため、同年7月23日にアブデュルハミト2世は鎮静化を図って憲法復活を宣言した。こうして青年トルコ革命が成功したのち、タラートはエディルネ州議会議員となり、翌年7月には内務大臣に任命された。
1913年7月、マフムト・シェウケト首相が暗殺されてシェウケト内閣が崩壊、サイード・ハリムが首相となった。タラートはハリム内閣でも内相を務め、この頃からイスマイル・エンヴェルやアフメト・ジェマルとともに党内および政府内での指導的地位を確立し、三頭政治を展開した。

### アルメニア人虐殺
1914年11月、サイード・ハリム内閣でのタラート、エンヴェル、ジェマルによる政治指導下のオスマン帝国は、 ドイツ、オーストリア＝ハンガリーに与して中央同盟国側で第一次世界大戦に参戦した。
これを受けて、協商国側のロシアが国境を越えてオスマン帝国東部諸州に侵攻した。この時、東部諸州に住むアルメニア人たちの中にはロシア軍に呼応する者、オスマン帝国軍へのゲリラ活動を行う者などが現れた。このようなアルメニア人の反逆は、潮流として汎トルコ主義が主流となっていたこともあり、オスマン政府、世論の反アルメニア感情を煽ることになった。
対イギリスの西部戦線でも苦戦を強いられる中、東部戦線の戦況好転の案が練られていたが、こうしたアルメニア人の活動を反国家、利敵行為と見なして東部戦線安定化を図った強制移住令がタラートの命令で下された。この事の真偽は未だ議論されているが、事実とする論者は4月8日に政策が断行されたとしている。その後の4月24日にアルメニア人の虐殺があり、アルメニアではこの日を虐殺の日としている。

### 首相就任と敗戦

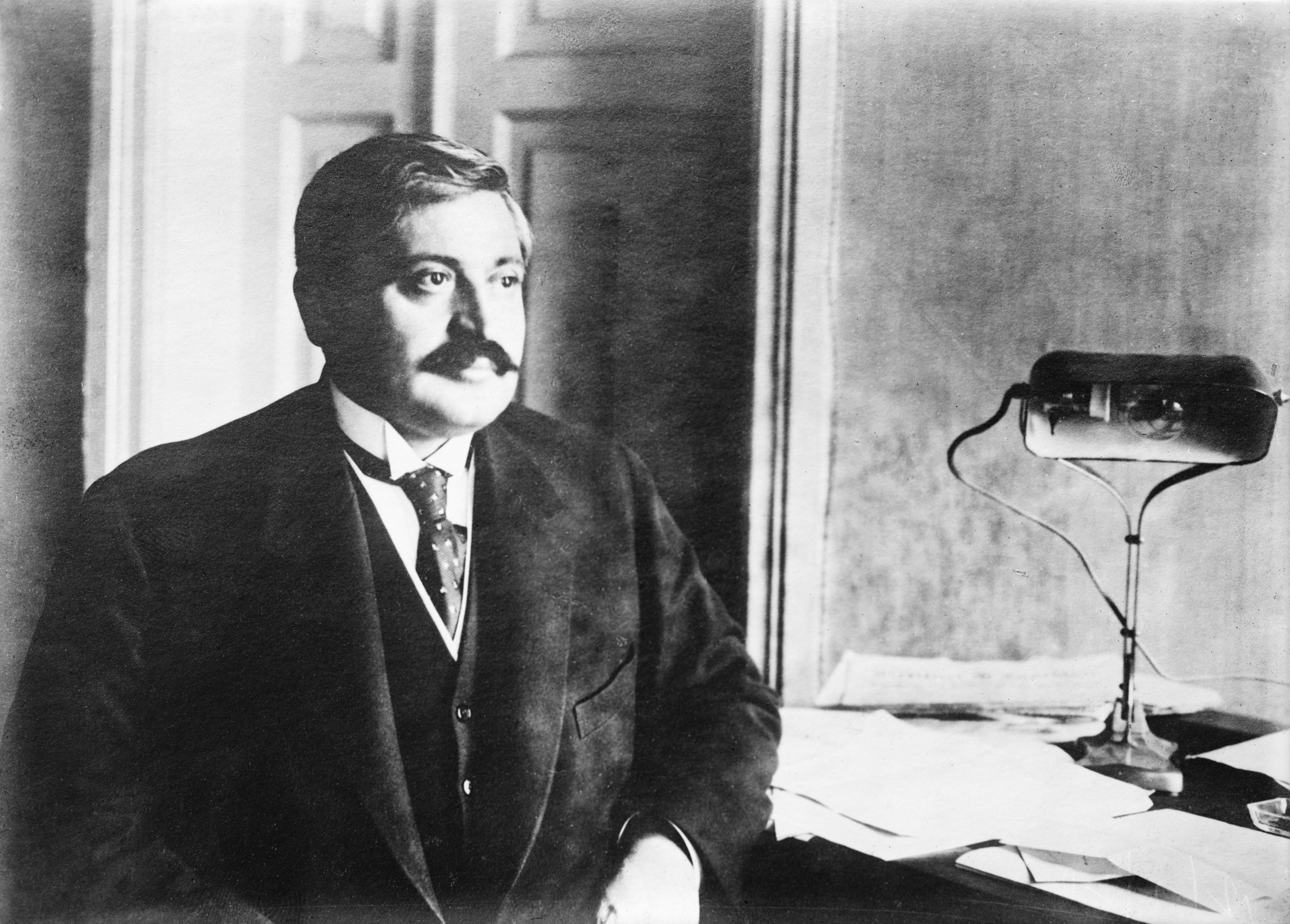
タラート・パシャ

1917年2月4日、サイード・ハリム・パシャに代わってタラートが首相に就任したが、戦況は好転しなかった。
翌1918年にはエルサレム、バグダードが陥落し、同年10月14日にタラートは大宰相を辞任した。これによりタラート内閣は崩壊、同月30日にはムドロス休戦協定によりオスマン帝国は敗戦した。
第一次世界大戦の敗戦により三頭政治は終焉し、統一派政権も瓦解した。タラート、エンヴェル、ジェマルの三巨頭は黒海、クリミアを経てドイツ・ベルリンに亡命した。タラートはその政権を第一次世界大戦の敗戦という形で終えたにもかかわらず、オスマン国民からは勇敢な愛国者と尊敬されており、世論は彼らの亡命を受けて動揺した。
亡命後、エンヴェルはボリシェヴィキの意向を受けてモスクワに出向き、ジェマルはドイツからスイスに移ったが、タラートはベルリンに留まっていた。
1921年3月15日、アルメニア人非合法組織のアルメニア革命連盟に所属する青年によりベルリンで殺害された（47歳没）。